# Georg Hundt von Weckheim
Georg Hundt von Weckheim (ur. 1520 w Wenkheim, zm. 17 marca 1572 w Mergentheim) – administrator urzędu wielkiego mistrza zakonu krzyżackiego w latach 1566–1572.

## Życiorys
Pochodził z rycerstwa Frankonii. Do zakonu krzyżackiego wstąpił w 1544. Początkowo pełnił służbę w Heilbronn, w 1553 wybrano go komturem Weißenburga. Od 1558 był komturem we Frankfurcie. Przed uzyskaniem godności administratora urzędu wielkiego mistrza krótko pełnił rolę komtura krajowego baliwatu frankońskiego. Jako zwierzchnik zakonu stał się uległym sługą cesarza Maksymiliana II. Pełnił różne funkcje na służbie Habsburgów. W 1567 wyekspediował oddział kawalerii, który wziął udział w wojnie habsbursko-tureckiej. W 1570 brał udział w misji dyplomatycznej do Hiszpanii, podczas której eskortował arcyksiężną Annę, przyszłą żonę króla Filipa II Habsburga. Von Weckheim usilnie starał się odzyskać kontrolę nad Prusami po śmierci Albrechta Hohenzollerna. Nie uzyskał jednak nic prócz cesarskiego nadania praw do lenna.
W sprawach wewnętrznych zakonu starał się wzmocnić dyscyplinę i usunąć z bractwa propagatorów reformacji. Dużo uwagi poświęcił również rozbudowie zamku w Mergentheim, któremu nadał cechy reprezentacyjnej rezydencji godnej siedziby wielkiego mistrza.
Georg Hundt von Weckheim zmarł i został pochowany w Mergentheim.